# Fritz Sauckel
Fritz Sauckel (Haßfurt, Bajor Királyság, 1894. október 27. – Nürnberg, 1946. október 16.) német nemzetiszocialista politikus, Türingia gauleitere, a munkaerő-gazdálkodás birodalmi főmeghatalmazottja. A nürnbergi per egyik fővádlottja.

## Életpályája

### A nürnbergi perig
Eredetileg tengerészként szolgált. 1914-ben Ausztráliában francia hadifogságba került és 1919–ig polgári fogolyként internálták Franciaországban. 1919–1921-ig szerszámlakatosnak tanult. 1919-ben belépett Deutschvölkischer Schutz- und Trutzbund (DVSTB)-ba, és két évre rá alsó-frankföldi vezetővé (Gruppenwart) vált. 1922-ben lett tagja a Sturmabteilungnak. Ebben és a rá következő évben műszaki képzést kapott Ilmenauban. 1923-ban a Nemzetiszocialista Német Munkáspárt tagja lett (1395 a párttagsági könyvének a száma), 1923–1925-ben a párt fedőszervezeteit vezette, majd újra belépett pártba, és kinevezték a Türingia Gau vezetőjének. 1930–1932 a türingiai tartományi gyűlésben a Nemzetiszocialista Német Munkáspárt frakciójának vezetői posztját töltötte be. 1932–1933-ban miniszterelnökként funkcionált, 1933-tól pedig a türingiai birodalom helytartójaként 1933-tól mint SA- 1934-től mint SS-Gruppenführer.
1939–1942 között a IX. katonai kiegészítési kerület védelmi biztosa, 1942–1945 között pedig türingiai birodalomé. 1942-ben SS Obergruppenfüherré léptették elő, és 1942. március 21-től a munkaerő-gazdálkodás birodalmi főmeghatalmazottjának nevezték ki (eddigre már irányításával megépült a Buchenwald koncentrációs tábor). 1944. szeptember 25-ben lett a Volkssturm türingiai vezetője, de pár hónapra rá, 1945. április 10-én elmenekült Weimarból. Kilenc nappal később Felső-Bajorországban tartóztatta le az amerikai katonaság.

### Részvétele a nürnbergi perben
Elfogása után Nürnbergbe került, ahol az 1945. november 20-án megkezdődött nürnbergi perben vádlottként volt jelen.
G. M. Gilbert, a börtön pszichológusa szerint „érdektelen, naiv realista; átlagos erkölcsi értékítéleteit eltorzította Hitlerbe vetett vakhite, aki szerinte megoldotta a munkanélküliséget”. Gilbert vele is elvégeztette az amerikai Wechsler-Bellevue-féle, felnőttek részére szolgáló intelligenciatesztet, amelyen Sauckel 118 pontot ért el. Egy későbbi – Douglas M. Kelley pszichiáter által lefolytatott – vizsgálat végletesen energikus személynek írta le, megállapítva, hogy a börtön korlátozásai nagyon megviselték, ugyanakkor érzelmileg stabilként jellemzi, de nem eléggé értelmesnek ahhoz, hogy teljes valójában felfogja a helyzetét. Továbbra is lojális maradt mind Németországhoz, mind Hitlerhez és nem tekintette önmagát bűnösnek, annak ellenére sem, hogy a bíróság tudomása szerint ötmillió embert hurcoltatott el kényszermunkára.
Az ítélethozatalakor a szovjetekkel ellentétben (ők mindegyikben) a bírók csak a harmadik és negyedik vádpontban érezték úgy, hogy bűnös, és végül e két pont alapján mondták ki rá a halálos ítéletet (érdekes módon az ítélet indoklásában viszont az szerepelt, hogy a második és negyedik vádpont alapján akasztották fel). Az ítéletről úgy nyilatkozott, hogy „Halálra ítéltek, nem tartom igazságosnak az ítéletet. Én személy szerint sohasem voltam kegyetlen.” Az ítéletet, amely kötél általi halált jelentett, 1946. október 16-án, éjjel 2 óra 26 perckor hajtották végre rajta. Az utolsó szó jogán megpróbálta meggyőzni a jelenlévőket, hogy igazságtalan az ítélet: „Ártatlanul halok meg! Az ítélet rossz. Kérem Istent, hogy óvja Németországot és tegye ismét naggyá.”. Holttestét – ahogy a többiekét is – súly- és méretvétel után lefényképezték, majd Dachauba szállították és elhamvasztották, a hamvakat pedig folyóba szórták.

## A populáris kultúrában
A 2000-ben bemutatott Nürnberg című filmben Ken Kramer kanadai színész alakította.